# Szymon Bobrowski
Pour les articles homonymes, voir Bobrowski.
Szymon Bobrowski est un acteur polonais de cinéma et de théâtre, né le 16 mai 1972 à Konin, en Pologne.

## Filmographie partielle
- 2016 : Les Fleurs bleues d'Andrzej Wajda : Wlodzimierz Sokorski
- 2011 : Róża de Wojciech Smarzowski : Kazik
- 2000 : La Vie comme maladie mortelle sexuellement transmissible de Krzysztof Zanussi : Karol